# Pionierkalender

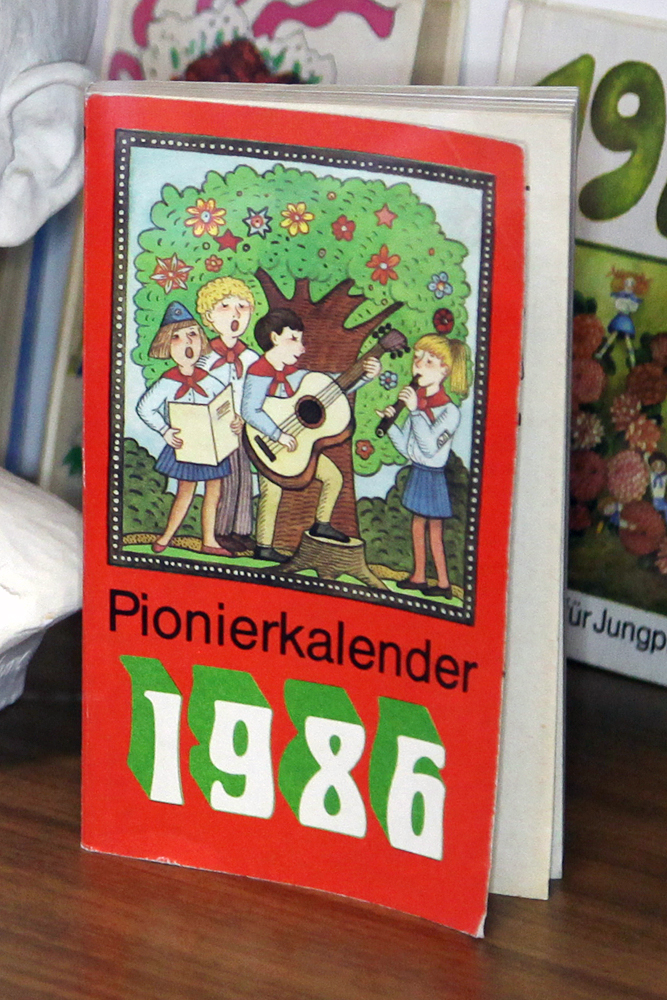
Pionierkalender 1986, im Hintergrund ein Kalender für Jungpioniere

Der Pionierkalender war ein jährlich erscheinender Kalender im Taschenbuchformat in der Deutschen Demokratischen Republik. Herausgeber waren der Zentralrat der FDJ, Abteilung Junge Pioniere sowie die Zentralleitung der Pionierorganisation Ernst Thälmann; gedruckt wurde der Kalender im Kinderbuchverlag Berlin. Der Pionierkalender wurde von 1959 (Ausgabe 1960) bis 1989 (Ausgabe 1990) produziert, Zielgruppe waren die Thälmannpioniere der 4. bis 7. Klassen.

## Inhalt
Einen Teil des ca. 235 bis 250 Seiten umfassenden Pionierkalenders bildete das Kalendarium des jeweiligen Jahres, welches für jeden Tag Platz für eigene Eintragungen bot, aber auch die wichtigen sozialistischen gesellschaftlichen und politischen Ereignisse enthielt. Darüber hinaus enthielt der Kalender zahlreiche weiterführende Informationen. Diese waren, wenn von politischem Inhalt, zumeist stark propagandistisch verfasst. Neben den politischen Inhalten wurden im Pionierkalender jedoch auch zahlreiche Beiträge zu naturwissenschaftlichen und technischen Themen veröffentlicht, hinzu kamen historische Biografien sowie Spiele, Lieder und Gedichte.

## Kalender für Jungpioniere
Ebenfalls im Kinderbuchverlag Berlin erschien der Kalender für Jungpioniere, der sich an die jungen Pioniere in den Klassen 1 bis 3 richtete. Der Kalender für Jungpioniere umfasste etwa 125 Seiten und erschien von 1965 (Ausgabe 1966) bis 1989 (Ausgabe 1990).